# Rikomagic

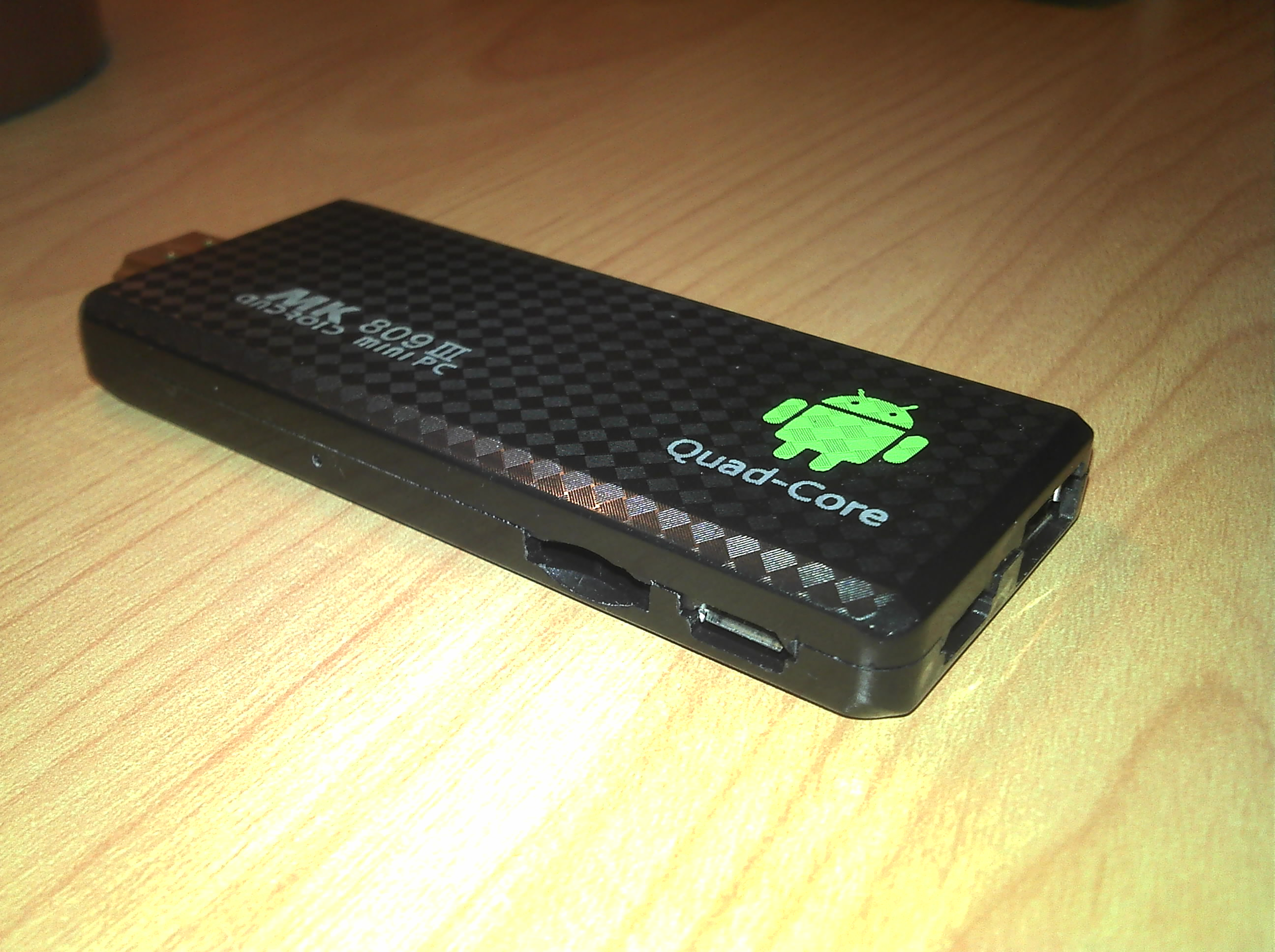
MK809III V1.0

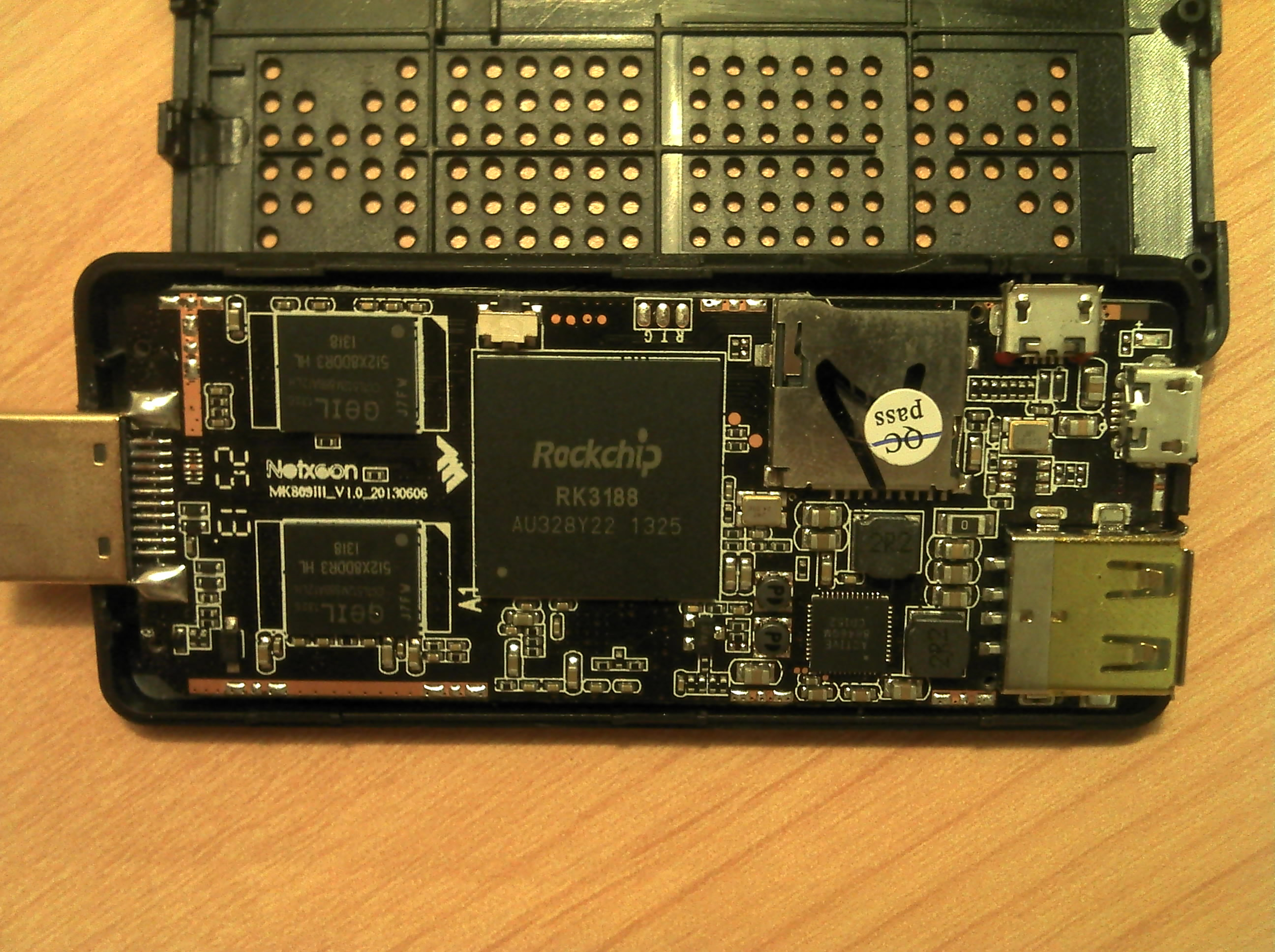
Un MK809III V1.0 desmontado.

Rikomagic, formalmente Shenzhen Rikomagic Tech Corp.,Ltd es una empresa china que fabrica ordenadores basados en SoCs de arquitectura ARM. Tiene su sede en Shenzhen, provincia de Guangdong, República Popular de China.
Es una de las primeras empresas en haber desarrollado un PC-on-a-stick, el Android mini-PC MK802 lanzado en mayo de 2012, y su segundo modelo, el MK802 II lanzado en septiembre de 2012, que utilizan un SoC Allwinner A10 de Allwinner Technology.
Desde el principio, los productos de la empresa, como el PC stick MK802, se destacaron por su capacidad para utilizar distribuciones de Linux como Ubuntu o Debian.
Clousto, un integrador británico también desarrolla versiones preinstaladas con sistemas GNU/Linux basadas en la distribución Ubuntu de sus productos.

## Líneas de productos

### Android mini-PC
El MK802 del tamaño de un pulgar, que se introdujo por primera vez en el mercado en mayo de 2012, puede convertir una pantalla con un puerto HDMI o DVI-D en una computadora con Android, o varias distribuciones de Linux derivadas de Ubuntu para versiones LE (Linux Edition). Desde que se introdujo el diseño original, se han lanzado otros cinco modelos similares.
- MK802: diseño original con SoC AllWinner A10  (con CPU ARM Cortex-A8 de un solo núcleo y GPU ARM Mali-400MP).
- MK802+: utiliza el SoC AllWinner A10s con la memoria RAM aumentada a 1 GB[4]
- MK802 II: forma modificada y velocidad de procesador ligeramente aumentada[5]
- MK802 III: un nuevo diseño con un Rockchip RK3066 (que incluye una CPU ARM de doble núcleo (ARM Cortex-A9 a 1,6 GHz y GPU ARM Mali-400MP) y almacenamiento flash de 4 GB u 8 GB con Android Jelly Bean 4.1[6]
- MK802 III LE: Picuntu (Xubuntu ajustado para Rockhip SoCs) distribution based vversion5.0.1f MK802 III; con 1 GB de memoria RAM y 8 GB de almacenamiento flash.
- MK802 IIIS: Se agregó compatibilidad con Bluetooth, apagado por software y soporte de Kodi.[7][8]
- MK802 IV: lanzado en mayo de 2013, un nuevo diseño con un Rockchip RK3188/RK3188T, una CPU ARM de cuatro núcleos (ARM Cortex-A9 a 1,6 GHz, 1,4 GHz para el modelo T), 2 GB de RAM, GPU Mali de 400 MHz y 8 GB de almacenamiento flash que ejecuta Android Jelly Bean 4.2 (API level 17).[4][9][10]
- MK802 IV LE: Versión Ubuntu del MK802 IV con 2 GB de RAM, versiones con 8 y 16 GB de almacenamiento flash.

- Quad Core 4K MINI PC V3: Rockchip RK3328, Quad-core Cortex-A53 hasta a 1.5GHz, GPU Mali-450MP2,soporta OpenGL ES1.1/2.0[11]
- Quad Core Mini PC V4: Amlogic S905Y2 CPU, Quad core, ARM Cortex-A53, 2.0 GHz, Mali-450 GPU[12]
- Quad Core 4K MINI PC V5: Rockchip RK3288 quad core, 28nm, ARM Cortex-A17, hasta a 1.8GHz; GPU Mali-T764 3D (OpenGL ES 1.1/2.0 /3.0,y OpenCL 1.1)[13]

### Android PC
- RKM DS03: Android 9.0 Reproductor digital 4G o WIFI[14]
- RKM DS02: Android 7.1/9.0 Reproductor digital 4G o WIFI[15]
- Android PC MK39: Hexa Core 4K Reproductor digital[16]
- Android PC MK68: Octa Core 4K[17]
- Android PC MK902 II: Quad Core[18]
- Android PC MK902 Quad Core:[19]
- Android PC MK602 Dual Core:[20]

### Windows box
- RKM MK36S: Intel Atom x5-Z8300 de 4 núcleos[21]
- RKM MK41: Intel Celeron Processor N4120 Win 10 mini-PC[22]

### Accesorios
- Wireless Wifi Repeater Wifi Range Extender Router Wi-Fi Signal Amplifier 300Mbps WiFi Booster 2.4G WiFi boost Access Point
- Smart auto clamping car charger
- Mini Wireless Keyboard with Touchpad Mouse K8
- Mini Wireless Keyboard with Touchpad Mouse K6
- Fly mouse and mini keyboard combo MK706
- Fly mouse and mini keyboard combo with IR learning - MK705